# La Salut
La Salut este un cartier din districtul 6, Gràcia, al orasului Barcelona.